# Zephyrarchaea robinsi
Zephyrarchaea robinsi es una especie de araña del género Zephyrarchaea, familia Archaeidae. Fue descrita científicamente por Harvey en 2002.

## Distribución
La especie se distribuye por Australia Occidental, Australia.

## Taxonomía
Fue descrita científicamente por Harvey en 2002. La descripción original fue publicada en Australian Assassins, Part II: A review of the new assassin spider genus Zephyrarchaea (Araneae, Archaeidae) from southern Australia. ZooKeys, número 191, entre las páginas 1 y 62.